# نيكولا بيجاكوفا
نيكولا بيجاكوفا (بالصربية: Никола Пејаковић)‏ هو موسيقي وكاتب سيناريو ومخرج وممثل صربي، ولد في 16 سبتمبر 1966 في البوسنة والهرسك.

## وصلات خارجية
- نيكولا بيجاكوفا على موقع IMDb (الإنجليزية)
- نيكولا بيجاكوفا على موقع ألو سيني (الفرنسية)
- نيكولا بيجاكوفا على موقع ميوزك برينز (الإنجليزية)
- نيكولا بيجاكوفا على موقع أول موفي (الإنجليزية)
- نيكولا بيجاكوفا على موقع ديسكوغز (الإنجليزية)
- نيكولا بيجاكوفا على موقع قاعدة بيانات الفيلم (الإنجليزية)
- نيكولا بيجاكوفا على موقع كينوبويسك (الروسية)